# NS5-막
끈 이론과 초중력에서 NS5-막(NS5-幕, 영어: NS5-brane)은 10차원 시공간 속의, 캘브-라몽 장에 대한 자하(磁荷)를 갖는 5+1차원 막이다. 즉, 캘브-라몽 장의 전하(電荷)를 갖는 기본 끈의 자기 이중성 개체다.

## 정의
미분 형식 전기역학에서, 일반적으로 {\displaystyle p}차 형식 게이지 퍼텐셜은 {\displaystyle (p-1)}차원 막과 전기적으로 상호작용한다. II종 끈 이론에서는 2차 형식인 NS-NS 게이지 퍼텐셜(캘브-라몽 장) {\displaystyle B_{\mu \nu }}가 있고, 이는 1차원 막인 기본 끈(F-string)과 전기적으로 상호작용한다.
전자기 이중성에 의하여, 모든 전기적 현상에 대응하는 자기적 현상이 존재하여야 한다. 여기서 "자기적 현상"이란 다음과 같다. {\displaystyle p}차 퍼텐셜 {\displaystyle A}의 경우 {\displaystyle (p+1)}차 장세기(패러데이 텐서) {\displaystyle \mathrm {d} A}를 정의한다. 시공간이 {\displaystyle d}차원이라면, 장세기 형식의 호지 쌍대 {\displaystyle \star \mathrm {d} A}는 {\displaystyle (d-p-1)}차 형식이다. 전자기 이중성에 따라서 {\displaystyle \star \mathrm {d} A}를 또다른 장세기 형식으로 간주할 수 있다. 이에 대응하는 퍼텐셜 {\displaystyle {\tilde {A}}}는 {\displaystyle \mathrm {d} {\tilde {A}}=\star \mathrm {d} A}를 따른다. 즉, {\displaystyle {\tilde {A}}}는 {\displaystyle (d-p-2)}차 형식이고, 이는 {\displaystyle (d-p-3)}차원 막과 결합하게 된다.
이에 따라, 10차원 시공간에 존재하는 Ⅱ종 끈 이론에서는 2차 게이지 퍼텐셜에 자기 쌍대인 6차 게이지 퍼텐셜이 존재하고, 이는 5차원 막과 결합하게 된다. 이 막을 NS5-막이라고 한다. 마찬가지로, 26차원에 존재하는 보손 끈 이론에서는 자기 NS21-막이 존재한다.

## 성질

### 장력
NS5-막의 전하는 캘브-라몽 장의 자기 홀극에 해당하므로, 자기 홀극의 디랙 양자화 조건(Dirac quantization condition)을 써서 구할 수 있다. 
NS5-막은 BPS 개체이므로 그 장력(에너지 밀도)과 전하가 비례한다. 이로써 NS5-막의 장력을 구할 수 있다.
NS5-막의 장력은 다음과 같다.
{\displaystyle T_{\text{NS5}}={\frac {1}{g_{\text{s}}^{2}\ell _{\text{s}}(2\pi \ell _{\text{s}})^{5}}}}
여기서 {\displaystyle \ell _{\text{s}}^{2}=\alpha '}이며, {\displaystyle g_{\text{s}}}는 닫힌 끈 결합 상수이다.
NS5-막의 장력은 닫힌 끈 결합 상수 {\displaystyle g_{\text{s}}}의 제곱에 반비례한다.
{\displaystyle T_{\text{NS5}}\propto g_{\text{s}}^{-2}}
따라서 NS5-막은 섭동 이론에서는 나타나지 않고, 기본 끈으로 이루어진 솔리톤임을 알 수 있다.
반면, D-막의 장력은 결합 상수에 반비례하므로,
{\displaystyle T_{{\text{D}}p}\propto g_{\text{s}}^{-1}}
NS5-막이 D-막보다 더 비섭동적인 개체이다.
NS5-막의 장력
{\displaystyle T_{\text{NS5}}={\frac {1}{(2\pi )^{5}g_{\text{s}}^{2}\ell _{\text{s}}^{6}}}}
은 M5-막의 장력
{\displaystyle T_{\text{M5}}={\frac {1}{(2\pi )^{5}\ell _{\text{p}}^{6}}}}
과 같다. 여기서
{\displaystyle \ell _{\text{p}}={\sqrt[{3}]{g_{\text{s}}}}{\sqrt {\alpha '}}}
는 11차원 플랑크 길이이고, {\displaystyle g_{\text{s}}}는 닫힌 끈 결합 상수, {\displaystyle \alpha '=\ell _{\text{s}}^{2}}는 레제 기울기(Regge slope)이다. 이는 IIA NS5-막이 사실 M이론에서 감기지 않은 M5-막이기 때문이다.

### 초대칭
NS5-막은 ½-BPS 대상이므로, 그 세계부피 이론은 ⅡA/B 초끈 이론에서는 6차원 {\displaystyle {\mathcal {N}}=2} 초대칭 (즉, 16개의 초전하) 이론이다. 6차원에서는 {\displaystyle {\mathcal {N}}=(2,0)} 또는 {\displaystyle {\mathcal {N}}=(1,1)} 초대칭이 가능한데, {\displaystyle {\mathcal {N}}=(2,0)}은 ⅡA종 초끈 이론의 NS5-막, {\displaystyle {\mathcal {N}}=(1,1)}은 ⅡB종 초끈 이론의 NS5-막에 해당한다.:212 잡종 끈 이론에서의 NS5-막 위에는 {\displaystyle {\mathcal {N}}=1} (8개의 초전하) 초대칭 이론이 존재한다.

### ⅡA NS5-막

#### 세계 부피 이론
하나의 ⅡA NS5-막의 세계부피 위에 존재하는 이론은 6차원 {\displaystyle {\mathcal {N}}=(2,0)} 자유 초대칭 게이지 이론이며, M5-막의 세계부피 이론으로부터 유도할 수 있다.
이들 이론은 다음과 같은 장들을 가진다.
| 기호                             | 푸앵카레 표현                                                            | 개수 | 질량껍질 위 자유도 |
| -------------------------------- | ------------------------------------------------------------------------ | ---- | ------------------ |
| {\displaystyle \phi ^{i}}        | 스칼라                                                                   | 5    | 5                  |
| {\displaystyle \psi ^{I}}        | 왼손 바일 스피너                                                         | 2    | 8                  |
| {\displaystyle B_{\mu \nu }^{-}} | 반자기쌍대(反自己雙對, ASD, 영어: anti-self-dual) 2차 미분 형식 게이지장 | 1    | 3                  |

ⅡA NS5-막에는 2차 미분 형식 퍼텐셜이 존재하므로, 6차원 세계부피 속에 존재하는 1-막이 존재한다. 이는 꼬마 끈 이론의 끈으로, ⅡA NS5-막에 붙어 있는 D2-막에 해당한다. 이는 M이론을 통해 M2-막이 M5-막에 붙어 있는 것으로 해석할 수 있다.:297–300
이러한 상태들은 하나니-위튼 전이 등을 사용하여, 초대칭 게이지 이론을 분석할 때 쓰인다.

#### M이론과 이중성
ⅡA  초끈 이론은 M이론을 원에 축소화하여 얻는다. IIA 끈 이론의 NS5-막은 M이론에서 감기지 않은 M5-막으로 해석할 수 있다. (반면, 축소된 차원에 감긴 M5-막은 D4-막을 이룬다.)

### ⅡB NS5-막
{\displaystyle N}개의 장이 겹쳐진 ⅡB NS5-막 위의 이론은 6차원 {\displaystyle {\mathcal {N}}=(1,1)} SU(N) 초대칭 양-밀스 이론이다. (이는 S-이중성으로서 결합 상수를 제외하면 D5-막 위의 양-밀스 이론과 같다.) 이는 재규격화될 수 없으며, 높은 에너지에서 꼬마 끈 이론으로 추가 자유도를 갖게 된다.
| 기호                                        | 푸앵카레 표현 | 개수 | 질량껍질 위 자유도 |
| ------------------------------------------- | ------------- | ---- | ------------------ |
| {\displaystyle \phi ^{i}}                   | 스칼라        | 4    | 4                  |
| {\displaystyle \Psi =(\psi _{L},\psi _{R})} | 디랙 스피너   | 1    | 8                  |
| {\displaystyle A_{\mu }}                    | 벡터 게이지장 | 1    | 6                  |

ⅡB NS5-막에는 벡터 게이지 퍼텐셜이 존재한다. 따라서, 이에 대하여 대전된, 6차원 세계부피 속에 존재하는 0-막과 2-막이 존재한다. 이는 각각 ⅡB NS5-막에 붙어 있는 D1-막과 D3-막에 해당한다. 이들은 T-이중성과 S-이중성으로 다음과 같이 해석할 수 있다.:23
(6차원 0-막) F1–D5 {\displaystyle {\stackrel {\text{S}}{\implies }}} D1–NS5
(6차원 2-막) F1–D3 {\displaystyle {\stackrel {\text{S}}{\implies }}} D1–D3 {\displaystyle {\stackrel {\text{T}}{\implies }}} D3–D5 {\displaystyle {\stackrel {\text{S}}{\implies }}} D3–NS5
또한, ⅡB NS5-막 속의 꼬마 끈은 1-막이며, 이는 4차원 양-밀스 순간자를 4+2차원에 적은 것이다. 이는 S-이중성으로 다음과 같이 해석된다.
D5–D1 {\displaystyle {\stackrel {\text{S}}{\implies }}} NS5-F1
여기서 D5–D1은 D5-막 속에 D1-막이 녹아서 순간자가 된 것을 뜻한다. 이는 ADHM 작도에 사용된다.
ⅡB 초끈 이론의 S-이중성 아래, NS5-막은 D5-막에 대응된다. SL(2;ℤ)의 작용 아래 NS5-막과 D5-막은 하나의 정의(定義) 표현 2를 이룬다. 이에 따라, D5-막과 NS5-막들이 결합한 (p,q)5-막(영어: (p,q) 5-brane) 또한 존재한다. 이는 {\displaystyle p}개의 D5-막과 {\displaystyle q}개의 NS5-막이 결합한 상태이며, 그 속에는 (기본 끈과 D1-막이 결합한) (p,q)-끈이 녹을 수 있다.

### 꼬마 끈 이론
ⅡA 또는 ⅡB 겹친 NS5-막의 6차원 세계부피 위에 존재하는 이론은 꼬마 끈 이론이라고 불리는 이론이다.:204–205 이 이론은 6차원에 존재하는, 끈을 포함하는 이론이므로, 끈 이론의 일종이다. 하지만 이 이론은 (일반적인 끈 이론과 달리) 중력을 포함하지 않는다. 이는 나탄 자이베르그가 1997년에 발견하였다.
꼬마 끈 이론은 6차원에 존재하는 {\displaystyle {\mathcal {N}}=2} 초대칭 (즉, 16개의 초전하) 이론이다. 6차원에서는 {\displaystyle {\mathcal {N}}=(2,0)} 또는 {\displaystyle {\mathcal {N}}=(1,1)} 초대칭이 가능한데, {\displaystyle {\mathcal {N}}=(2,0)}은 IIA종 초끈 이론의 NS5-막, {\displaystyle {\mathcal {N}}=(1,1)}은 IIB종 초끈 이론의 NS5-막에 해당한다.:930

### T-이중성
D-막과 달리, NS5-막은 T-이중성 아래 일반적으로 차원이 바뀌지 않는다. 다만, 일부 경우 T-이중성 아래 NS5-막이 생기거나 소멸될 수 있다. 이 경우 소멸된 NS5-막은 콤팩트화의 자명하지 않은 원다발 및 이에 대응하는 5차원 칼루차-클라인 솔리톤에 대응된다.
T-이중성을 가하면, NS5-막은 특정한 형태의 점근 국소 평탄 공간과 대응한다. 예를 들어, N개의 겹친 평행한 NS5-막은 ADE 분류에서 AN−1 꼴의 점근 국소 평탄 공간 공간과 대응한다.:295–300
구체적으로, {\displaystyle \mathbb {R} ^{3}\times \mathbb {S} ^{1}} 위의 한 점에 위치한 {\displaystyle N}개의 겹친 NS5-막이 주어졌다고 하자. 원 방향으로 T-이중성을 가하면, 점근적으로 {\displaystyle \mathbb {R} ^{3}\times \mathbb {S} ^{1}}인 점근 국소 평탄 공간을 얻는데, 이 경우 {\displaystyle \mathbb {R} ^{3}}에서, NS5-막이 있었던 점을 중심으로 하는 등각 경계 {\displaystyle \mathbb {S} ^{2}} 위에서 {\displaystyle \mathbb {S} ^{1}}은 자명하지 않은 원다발을 이룬다. 이러한 원다발은 천 특성류로 분류되는데, 천 특성류의 값은 원래 있었던 NS5-막의 수 {\displaystyle N}과 같다. 예를 들어, {\displaystyle N=1}인 경우는 토브-너트 공간이다.

## 역사
커티스 캘런과 제프리 하비(영어: Jeffrey Harvey), 앤드루 스트로민저가 1991년 발견하였다.